# 카슈텔라

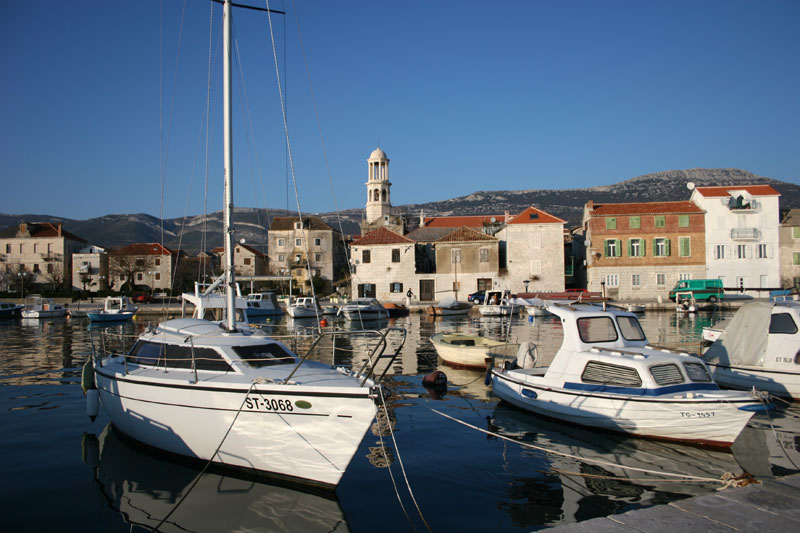
카슈텔라

카슈텔라(크로아티아어: Kaštela)는 크로아티아 스플리트달마티아주에 위치한 도시로 면적은 57.67km2, 높이는 3m, 인구는 38,667명(2011년 기준), 인구 밀도는 670명/km2이다. 달마티아 중부 연안과 접하며 스플리트의 북서쪽, 솔린의 서쪽, 트로기르의 동쪽에 위치한다.

## 같이 보기
- 달마티아
- 스플리트 공항